# Uche Kalu

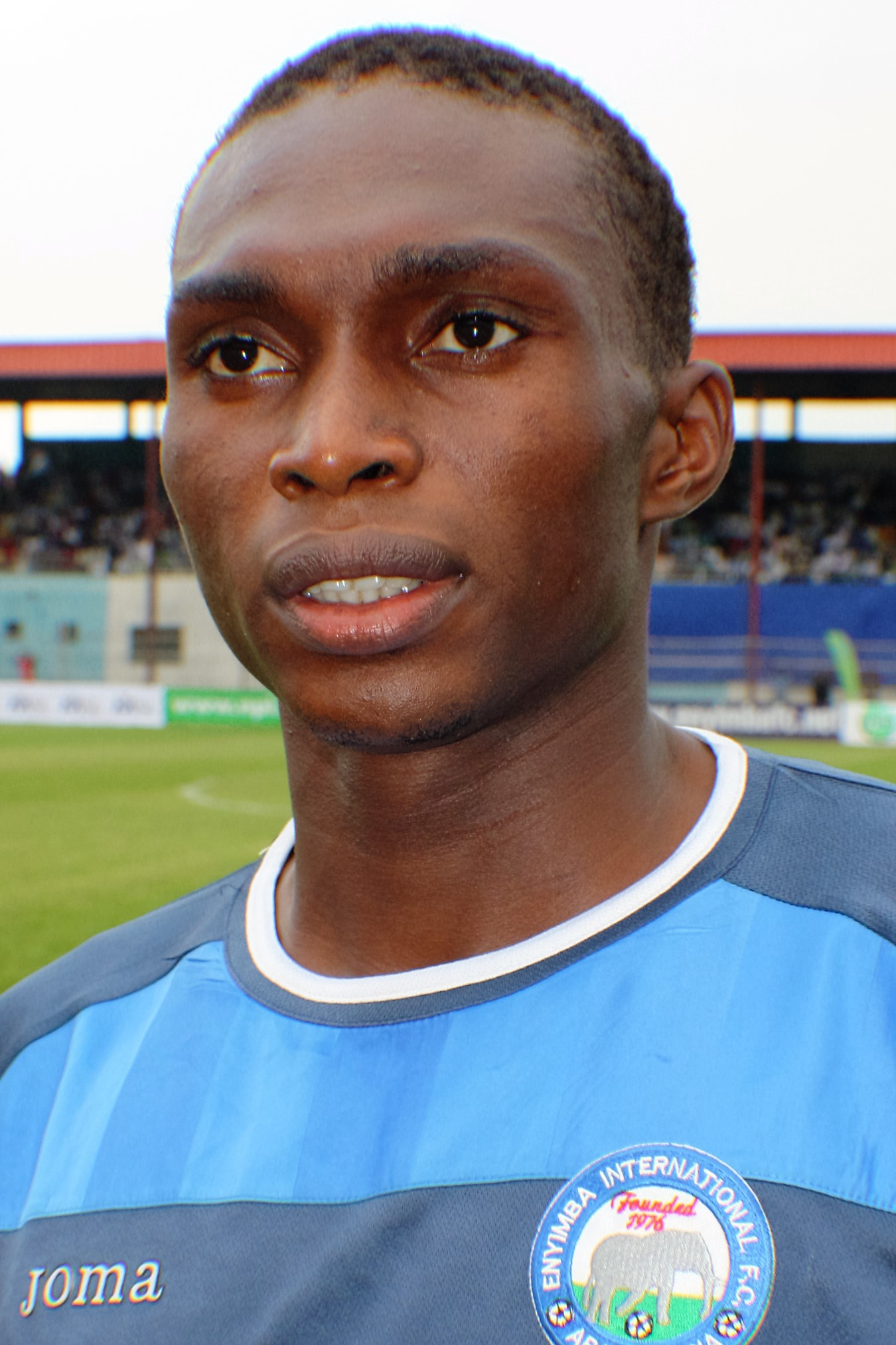
Uche Kalu

Uche Kalu (* 16. Mai 1986 in Aba) ist ein nigerianischer Fußballspieler. Er ist weder verwandt noch verschwägert mit den beiden nigerianischen Fußballspielern Henry Uche und dem bekannteren Kalu Uche. Mit letzterem wird er oft verwechselt und wechselte zeitgleich mit ihm in die Türkei. Während Kalu 2012 zum Zweitligisten Rizespor ausgeliehen wurde, wechselte Uche zum Erstligisten Kasımpaşa Istanbul.

## Karriere

### Verein
Kalu kam in der nigerianischen Stadt Aba auf die Welt und erlernte das Fußballspielen in den Jugendmannschaften diverser Mannschaften seiner Heimat. Anschließend spielte er ab 2006 eine Spielzeit für Bussdor United FC und wechselte dann zum FC Enyimba.
Zum Sommer 2012 verließ er seine Heimat und wurde in die türkische TFF 1. Lig an Çaykur Rizespor ausgeliehen. Mit diesem Verein wurde er zum Saisonende Vizemeister der TFF 1. Lig und stieg in die Süper Lig auf. Kalu zählte in dieser Saison mit neun Ligatoren zu den erfolgreichsten Torschützen seiner Mannschaft. Nach diesem Erfolg holte Rizespor Kalu samt Ablösesumme. In der Süper Lig wurde er vom neuen Cheftrainer Rıza Çalımbay nur sporadisch eingesetzt.
Im Frühjahr 2014 wurde Kalu für den Rest der Spielzeit an den südtürkischen Zweitligisten Adanaspor ausgeliehen. Im Sommer 2014 wurde sein Vertrag mit Rizespor aufgelöst.
Zur Rückrunde der Saison 2015/16 heuerte er erneut bei Adanaspor an. In der 1. Lig wurde er mit seinem Verein Zweitligameister der Saison 2015/16 und erreichte den Aufstieg in die Süper Lig.
Trotz dieses Erfolges mit Adanaspor wechselte er zum Sommer 2016 zum Zweitligisten Büyükşehir Gaziantepspor. Diesen Verein verließ er nach einer Spielzeit wieder.

### Nationalmannschaft
Kalu wurde 2012 das erste Mal für die nigerianische Nationalmannschaft nominiert und zählt seitdem zu den regelmäßig nominierten Spielern.

## Erfolge
Mit Çaykur Rizespor
- Vizemeister der TFF 1. Lig und Aufstieg in die Süper Lig: 2012/13

Mit Adanaspor
- Meister der TFF 1. Lig und Aufstieg in die Süper Lig: 2015/16